# Base del cráneo
En anatomía humana, el cráneo puede dividirse para su estudio y descripción en dos partes, la porción inferior o base del cráneo y la superior llamada calota o bóveda del cráneo. La base del cráneo consta de dos superficies una interna y otra externa, la porción interna que mira hacia el cerebro se divide en tres sectores: Fosa craneal anterior, fosa craneal media y fosa craneal posterior. Los traumatismos graves sobre la cabeza, especialmente los accidentes de tránsito pueden provocar fractura de la base del cráneo, el 75 % de las mismas son fracturas del peñasco en el hueso temporal.

## Huesos

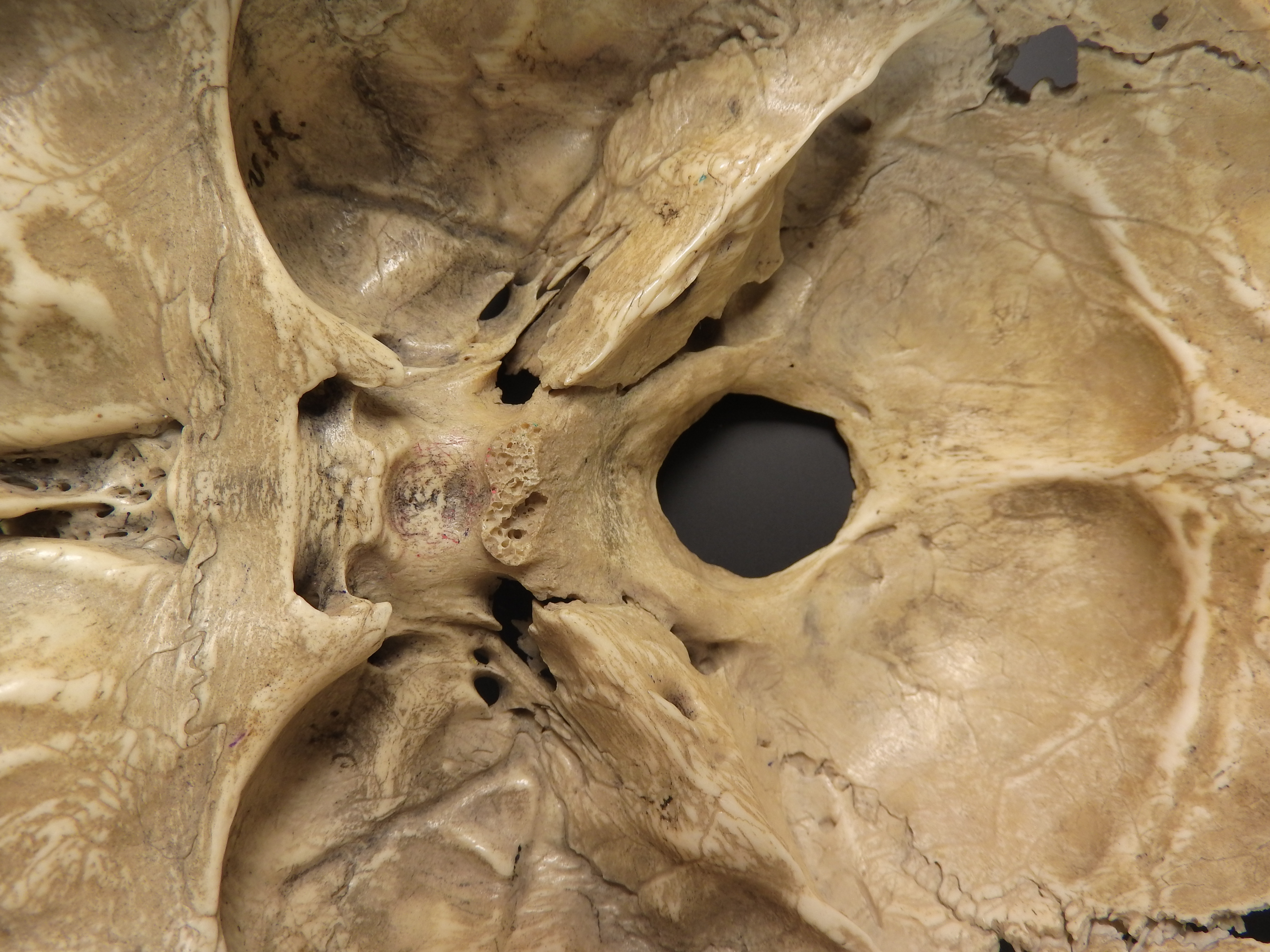
Base de cráneo vista desde la bóveda. Piso medio y posterior.

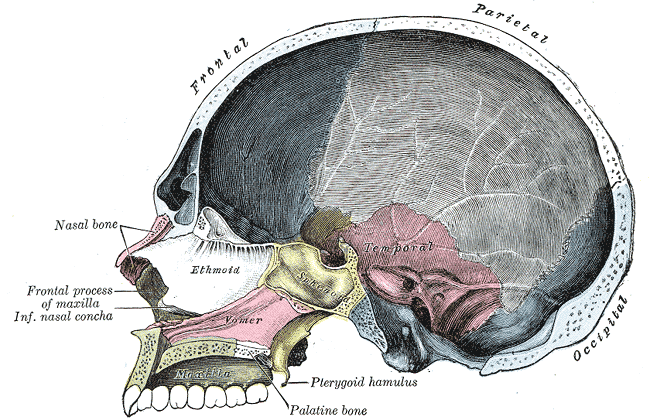
Vista lateral del cráneo en la que puede observarse la bóveda craneal, la base del cráneo y las diferentes estructuras que la conforman.

Los huesos que forman la base del cráneo son:
- Hueso etmoides.
- Hueso esfenoides.
- Hueso frontal. Porción basal del hueso frontal, incluyendo el techo de la órbita y la región posterior del seno frontal.
- Hueso temporal, incluyendo la porción petrosa o peñasco.
- Hueso occipital.

## Orificios
La base del cráneo está perforada por numerosos orificios que dan paso a nervios, arterias y venas. Algunos de los más importantes son los siguientes:
- Conducto óptico. Sirve de paso al nervio óptico y la arteria oftálmica.
- Lámina cribosa del hueso etmoides. Es una porción del hueso etmoides atravesada por numerosos orificios por los que penetran en el cráneo los nervios olfatorios procedentes de las fosas nasales.
- Agujero redondo. Lo atraviesa el nervio maxilar.
- Foramen oval. Sirve de paso al nervio mandibular, arteria pterigomeníngea y vena del foramen oval.
- Foramen espinoso. Por el pasa la arteria meníngea media, vena meníngea media y la rama meníngea del nervio mandibular.
- Conducto carotídeo. Este conducto atraviesa el peñasco o porción petrosa del hueso temporal. Por el transcurre la arteria carótida interna, plexo simpático carotídeo interno y plexo venoso carotídeo.
- Conducto auditivo interno. Sirve de paso al nervio coclear, nervio vestibular, nervio facial y arteria laberíntica.
- Foramen yugular. Lo atraviesa la vena yugular interna y la arteria meníngea superior, nervio glosofaríngeo, nervio vago y nervio accesorio.
- Conducto del hipogloso. Por el pasa el nervio hipogloso.
- Foramen magno. Es el de mayor tamaño y da paso a la médula oblongada, las meninges y las arterias vertebrales.

## Cara interna de la base del cráneo
La cara interna de la base del cráneo (Basis cranii interna) está compuesta por: 

Fosa craneal posterior

- Fosa craneal anterior.
- Fosa craneal media.
- Fosa craneal posterior.Fosa craneal posterior.